# Heeresgruppe Deutscher Kronprinz
Die Heeresgruppe Deutscher Kronprinz war ein Großverband und die dazugehörige Kommandobehörde des deutschen Heeres während des Ersten Weltkrieges (1914–1918). Sie umfasste mehrere Armeen.

## Aufstellung, Befehlsbereich
Die Heeresgruppe Deutscher Kronprinz wurde im Rahmen der Neugliederung der Westfront und der Unterstellung der bis dahin unmittelbar von der Obersten Heeresleitung geführten Armeen unter Heeresgruppenkommandos am 26. November 1916 neu aufgestellt und umfasste den Mittelabschnitt der Westfront beginnend an der Nahtstelle zur Heeresgruppe Kronprinz Rupprecht im Frontbogen bei Noyon bis östlich von Verdun. Im Süden grenzte sie ab dem 1. März 1917 an die Heeresgruppe Herzog Albrecht, ab Februar 1918 an die Heeresgruppe Gallwitz. Formal war der älteste Sohn des Kaisers Wilhelm II, Kronprinz Wilhelm von Preußen ihr Oberbefehlshaber. De facto war der Kronprinz jedoch vom Kaiser angewiesen, dem Ratschlag seines Generalstabschefs zu folgen.

Gliederung Westfront, 1918

## Gliederung
Die Heeresgruppe umfasste folgende Einheiten (von Nord nach Süd):
- 2. Armee (ab 1. März 1917 bis 1. Februar 1918)
- 18. Armee (ab Februar 1918)
- 7. Armee (ab 1. März 1917)
- 1. Armee (ab 12. April 1917)
- 3. Armee
- 5. Armee (bis Februar 1918)

## Gegner und Kämpfe
Gegner der „Heeresgruppe Deutscher Kronprinz“ war die französische Armee. Im Frühjahr 1917 musste sie schwere Abwehrkämpfe bestehen (Schlacht an der Aisne). Der Kronprinz und Schulenburg forderten als Konsequenz Friedensverhandlungen. Die nach der Schlacht im französischen Heer ausgebrochenen Meutereien wurden jedoch auf deutscher Seite nicht erkannt.
Nach dem Zusammenbruch Russlands unternahm die Oberste Heeresleitung im Frühjahr 1918 einen letzten Versuch, die Kriegsentscheidung zu Gunsten Deutschlands zu erzwingen (Deutsche Frühjahrsoffensive 1918). Die erste deutsche Offensive sollte die Nahtstelle zwischen der französischen und der englischen Armee aufreißen, anschließend die englische Armee nach Nordwesten abdrängen und mittels einer zweiten Offensive bei Ypern umfassen und vernichten. Schulenburg, der diesen Ansatz für zu ambitioniert hielt, schlug stattdessen eine Offensive mit begrenztem Ziel westlich von Verdun vor. Nach dem Scheitern der Frühjahrsoffensive gegen das englische Expeditionsheer wurde diese Offensive als Ablenkungsangriff für eine später in Flandern zu suchende Entscheidungsschlacht (Hagen-Angriff) doch noch durchgeführt und führte zu einem überraschenden Frontdurchbruch. Jedoch hatte auch dieser Teilerfolg keine weiterreichende Folgen. Ab dem 18. Juli 1918 stand die Heeresgruppe in schweren Abwehrkämpfen und musste sich bis zur Kapitulation am 11. November 1918 schrittweise zurückziehen.